# Eilert ”Garvis” Määttä
Yngve Eilert ”Garvis” Määttä, född 22 september 1935 i Kiruna, död 7 maj 2011 i Södertälje, var en svensk före detta ishockeyspelare fostrad i Kiruna AIF. Han var elitspelare i Skellefteå AIK och Södertälje SK och ishockeytränare för bland annat Södertälje SK och Djurgårdens IF. Han spelade 117 A-landskamper för Sverige. Han är Stor Grabb nummer 57 och blev invald i Hockey Hall of Fame 2012.
Eilert Määttä blev "Garvis" med hela svenska folket vintern 1957 efter att ha slagit in kvitteringen till 4-4 mot Sovjet på Leninstadion inför 50 000 ryssar. Tre Kronor behövde minst oavgjort för att ta VM-guldet och Garvis mål avgjorde saken. Garvis hade tidigare spelat fram till 4-3-målet när han tolv minuter från slutet tog saken i egna händer.
Garvis började spela ishockey i Kiruna AIF varifrån ryktet om hans talang spreds till allsvenska Skellefteå AIK. Han flyttade inför säsongen 1956/57 till Västerbotten och slog igenom direkt utan att ha spelat i vare sig junior- eller ungdomslandslag. Snabbt skapades den berömda "Myggkedjan" med Garvis som högerforward, Anders "Akka" Andersson som center och Karl-Sören Hedlund som vänsterforward. Redan första säsongen i Skellefteå fick Garvis göra debut i Tre Kronor – och bara några veckor senare bar det av till VM i Moskva.
1962 fick han uppleva en ny VM-triumf i Colorado Springs. Määttäs kedja med Tumba som center och Uno "Garvis" Öhrlund som vänsterforward gjorde 21 mål och släppte in noll. Ett rekord som står sig än idag. Säsongen 1963/64 kom han till Södertälje SK där brodern Sören spelade sedan några år tillbaka. Här övergick Garvis efter tre säsonger till att spela högerback och som sådan avslutade han sin karriär i Tre Kronor med ett VM-silver i Wien 1967. Garvis fortsatte i Södertälje SK t.o.m. säsongen 1971/72 varefter han varvade ner i Åkers IF. Garvis Määttä var den förste ishockeyspelaren från Kiruna som värvades till en klubb i högsta serien. Många skulle följa efter honom.
Efter sin aktiva tid var Garvis Määttä under många år verksam som tränare. Han matchade Södermanland till distriktets första TV-puckseger 1978 och tränade dessutom Pojklandslaget, Södertälje SK:s juniorlag, Djurgårdens IF, Södertälje SK, SPAIF, Åkers IF och Huddinge IK. ”Garvis” bodde sista åren i Södertälje och efterlämnade två barn, medieprofilen Carola Määttä och Erika Määttä. 
Runt julen 2011 gjorde maskoten "Garvis" premiär som maskot för Skellefteå AIK. Alla barn kan träffa honom före match och i periodpauserna. Garvis sägs vara en "viljing" från Kiruna, som nu bor i Skellefteå.

## Klubbar
- Kiruna AIF, -1956
- Skellefteå AIK, 1956-1963
- Södertälje SK, 1963-1972
- Åkers IF, 1972-1974

## Statistik
Nationella meriter:
Spelade 16 säsonger i högsta serien och 14 i SM: 364 matcher – 176 mål – 164 assists – 340 poäng
Landskamper:
Spelade i Tre Kronor mellan 1956/57 och 1966/67
110 A-landskamper, 32 mål – samt 15 övriga matcher (mot klubblag etc.) med A-landslaget, 11 mål